# 宇田川敬介
宇田川 敬介（うたがわ けいすけ、1969年 - ）は、日本のジャーナリスト、作家。日本ペンクラブ会員。
元国会新聞社編集次長。株式会社エヌ・エス・アールの付属機関「日本安全保障戦略研究所」の研究員。

## 経歴
東京都生まれ。麻布高校を経て、1994年に中央大学法学部を卒業。卒業後は大手スーパーのマイカルに入社し、総務本部法務部で企業交渉を担当。
マイカル破綻後、2001年に国会新聞社（國曾新聞社）に入社した。国会新聞社で国政を取材する傍ら、2009年時点では経営コンサルタント事業も行っていた。また両院記者会に所属していた。国会新聞社編集次長を務めていた。2012年時点では、地方から国政まで選挙コンサルタントとしても活動していたとされる。
2013年に国会新聞社を退社した。退社後はフリーのジャーナリスト・作家として活動する。

## 著書
- 『今の論点ハンドブック――投票所へ行く直前に読む本』成甲書房
- 『民主党の闇――理念なき批判政党、その疑惑と金と政策の研究』成甲書房、2009年
- 『2014年、中国は崩壊する』扶桑社（扶桑社新書）、2009年
- 『日本人が知らない「新聞」の真実』祥伝社（祥伝社新書）、2012年
- 『韓国人知日派の言い分』飛鳥新社、2013年
- 『庄内藩幕末秘話』振学出版、2014年
- 『日本文化の歳時記』振学出版、2014年（改訂版2017年）
- 『ほんとうは共産党が嫌いな中国人――「日本羨望」「反体制」の本音を語った』PHP研究所（PHP新書）、2015年
- 『どうしてダメなの?「世界のタブー」がよくわかる本』笠倉出版社、2015年
- 『小説庄内藩幕末秘話 第2 西郷隆盛と菅秀三郎』振学出版、2015年
- 『難民問題は、中国がしかけた陰謀だった!』青林堂、2015年
- 『震災後の不思議な話――三陸の〈怪談〉』飛鳥新社、2016年
- 『パナマ文書公開とタックス・ヘイブンの陰謀!』青林堂、2016年
- 『我、台湾島民に捧ぐ――日台関係秘話』振学出版、2016年
- 『世界戦略兵器体系』青林堂、2016年
- 『暁の風――水戸藩天狗党始末記』振学出版、2017年
- 『時を継ぐ者伝 光秀 京へ』振学出版、2019年
- 『備中松山藩幕末秘話 山田方谷伝 上下巻』振学出版、2021年

### 訳・解説
- 『習近平の肖像――スターリン的独裁者の精神分析』 崔虎敏著、飛鳥新社、2015年